# Transbordador espacial Discovery

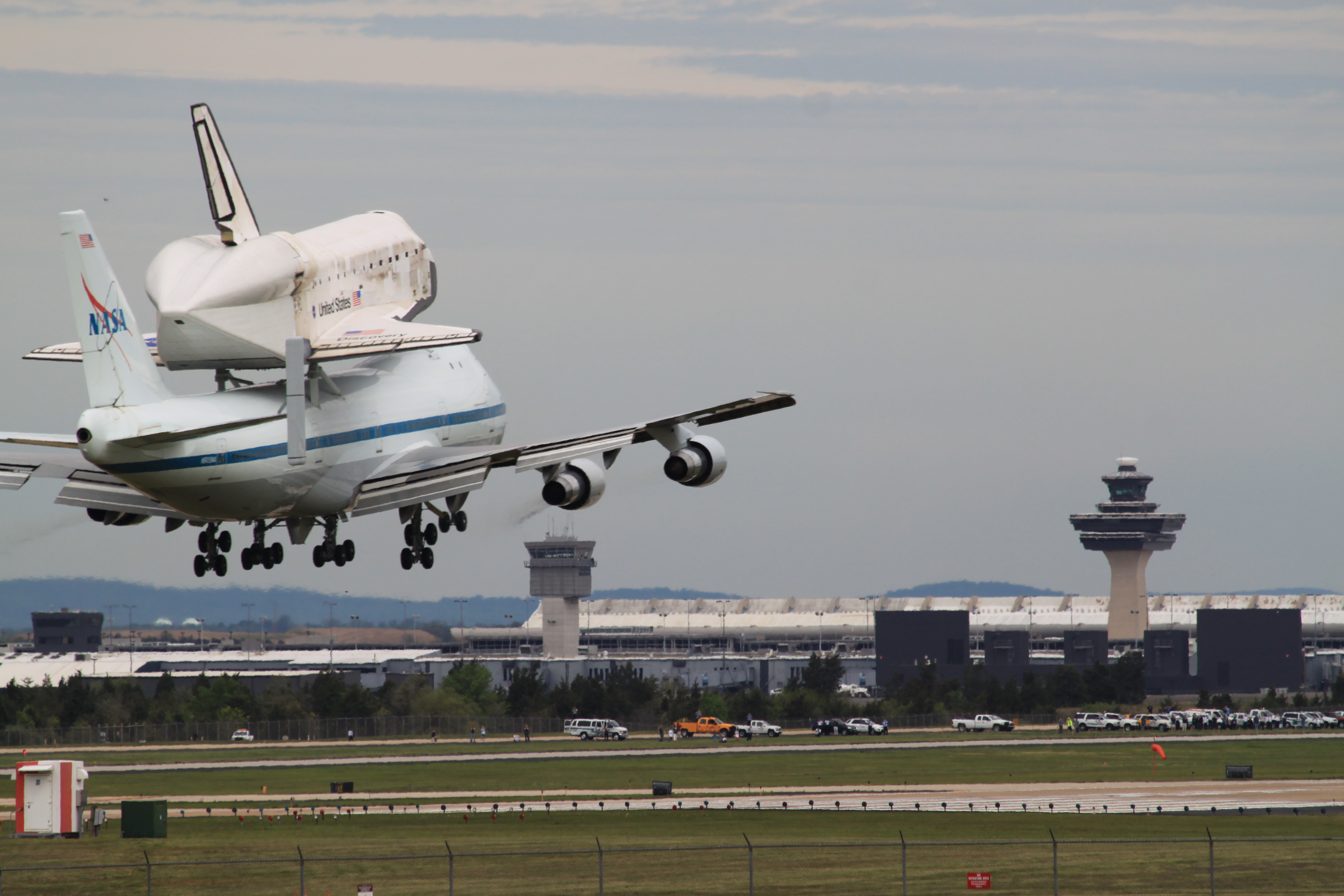
Aterrizaje del transbordador espacial Discovery en el aeropuerto de Dulles en su vuelo final. Poco después sería expuesto en el Museo Udvar-Hazy Center del Aire y el Espacio.

El transbordador espacial Discovery (designación NASA: OV-103) es una de las tres naves que permanecieron en la flota de transbordadores espaciales de la NASA, junto con el Atlantis y el Endeavour. El Discovery era el orbitador más antiguo que continuaba en servicio y realizó variadas misiones de investigación y montaje de satélites, así como también misiones de construcción de la Estación Espacial Internacional (EEI).
El nombre de la nave proviene del barco de exploración HMS Discovery, que acompañó al HMS Resolution de James Cook en su tercer y último viaje. Otras embarcaciones comparten el mismo nombre, como la Discovery de Henry Hudson que entre 1610 y 1611 buscó el paso del Noroeste; y el RRS Discovery de Scott y Shackleton que se utilizó en sus viajes a la Antártida de 1901-1904. Además, el transbordador comparte nombre con la nave de ficción Discovery One de la película 2001: A Space Odyssey.
El Discovery fue el transbordador encargado de lanzar el telescopio espacial Hubble. La segunda y tercera misión de servicios al Hubble también fueron realizadas por el Discovery. También puso en órbita la sonda Ulysses y tres satélites TDRS. El Discovery ha sido escogido en dos ocasiones como el orbitador para regresar al espacio, la primera en 1988 como regreso tras el accidente del transbordador Challenger en 1986 y, posteriormente, en un regreso doble en julio de 2005 y julio de 2006 tras el accidente del transbordador Columbia de 2003. El transbordador también ha transportado al astronauta John Glenn, del Programa Mercury, que en ese momento contaba con 77 años, convirtiéndose en la persona con mayor edad en el espacio.

## Vuelos
El transbordador Discovery realizó en total 39 misiones. Es el transbordador que más misiones ha realizado de entre todas las lanzaderas espaciales.

### Tabla de misiones
| Fecha                    | Nombre   | Notas |
| ------------------------ | -------- | --- |
| 30 de agosto de 1984     | STS-41-D | Primera misión del Discovery. Lanzamiento de dos satélites de comunicación, uno de ellos el LEASAT F2. |
| 8 de noviembre de 1984   | STS-51-A | Lanzados y capturados dos satélites de comunicación, entre ellos el LEASAT F1. |
| 24 de enero de 1985      | STS-51-C | Lanzamiento del satélite Magnun de Inteligencia electrónica del Departamento de Defensa de los Estados Unidos. |
| 12 de abril de 1985      | STS-51-D | Lanzamiento de dos satélites de comunicación, uno de ellos el LEASAT F3. |
| 17 de junio de 1985      | STS-51-G | Lanzamiento de dos satélites de comunicación. Sultán Salman al-Saud se convierte en el primer saudita en el espacio. También es lanzado el primer satélite Mexicano Morelos I.                                                                                         |
| 27 de agosto de 1985     | STS-51-I | Lanzamiento de dos satélites de comunicación, uno de ellos el LEASAT F4. Recuperación del LEASAT F3. |
| 29 de septiembre de 1988 | STS-26   | Regreso al espacio tras el accidente del transbordador Challenger. Lanzamiento del TDRS-3. |
| 13 de marzo de 1989      | STS-29   | Lanzamiento del TDRS-4. |
| 22 de noviembre de 1989  | STS-33   | Lanzamiento del satélite del Departamento de Defensa Magnum. |
| 24 de abril de 1990      | STS-31   | Lanzamiento del telescopio espacial Hubble (HST). |
| 6 de octubre de 1990     | STS-41   | Lanzamiento de la sonda Ulysses. |
| 28 de abril de 1991      | STS-39   | Lanzamiento del satélite AFP675 del Departamento de Defensa. |
| 12 de septiembre de 1991 | STS-48   | Lanzamiento del satélite UARS. |
| 22 de enero de 1992      | STS-42   | Puesta en órbita del International Microgravity Laboratory-1 (IML-1). |
| 2 de diciembre de 1992   | STS-53   | Puesta en órbita de satélites y otros materiales del Departamento de Defensa. |
| 8 de abril de 1993       | STS-56   | Puesta en órbita del Atmospheric Laboratory (ATLAS-2). |
| 12 de septiembre de 1993 | STS-51   | Lanzamiento del Advanced Communications Technology Satellite (ACTS). |
| 3 de febrero de 1994     | STS-60   | Lanzamiento del experimento Wake Shield Facility y el módulo Spacehab. |
| 9 de septiembre de 1994  | STS-64   | Lanzamiento del experimento LIDAR In-Space Technology Experiment (LITE). |
| 3 de febrero de 1995     | STS-63   | Encuentro con la estación espacial Mir. |
| 13 de julio de 1995      | STS-70   | Lanzamiento del TDRS-7. |
| 11 de febrero de 1997    | STS-82   | Tareas de servicio al telescopio Hubble (HSM-2). |
| 7 de agosto de 1997      | STS-85   | Lanzamiento del satélite de investigación CRISTA-SPAS-2. |
| 2 de junio de 1998       | STS-91   | Última misión de acoplamiento entre el transbordador y la estación espacial Mir. |
| 29 de octubre de 1998    | STS-95   | Segundo vuelo de John Glenn. Pedro Duque se convierte en el primer español en el espacio. |
| 27 de mayo de 1999       | STS-96   | Aprovisionamiento de la Estación Espacial Internacional. |
| 19 de diciembre de 1999  | STS-103  | Tareas de servicio al telescopio Hubble (HSM-3). |
| 11 de octubre de 2000    | STS-92   | Misión de montaje de la Estación Espacial Internacional (EEI), transportando la estructura Z1. Misión número 100 del programa del transbordador espacial. |
| 8 de marzo de 2001       | STS-102  | Vuelo de rotación de la tripulación de la EEI (Expedición 1 y Expedición 2). |
| 10 de agosto de 2001     | STS-105  | Vuelo de rotación de la tripulación de la EEI (Expedición 2 y Expedición 3) y entrega de suministros. |
| 26 de julio de 2005      | STS-114  | Regreso al espacio tras el accidente del transbordador Columbia. Entrega de suministros a la EEI y nuevos procedimientos de seguridad. |
| 4 de julio de 2006       | STS-121  | Entrega de suministros y tripulación a la EEI. |
| 9 de diciembre de 2006   | STS-116  | Rotación de la tripulación de la EEI y montaje del segmento P5. |
| 20 de octubre de 2007    | STS-120  | Ensamblaje de la EEI: Módulo Armonía, rotación de la tripulación. |
| 31 de mayo de 2008       | STS-124  | Ensamblaje de la EEI: JEM - Módulo japonés "Kibo" & JEM RMS. |
| 15 de marzo de 2009      | STS-119  | Dar continuidad a la construcción de la EEI, instalando nuevos paneles solares. |
| 28 de agosto de 2009     | STS-128  | Llevar el módulo Leonardo con seis toneladas de abastecimientos y equipo científico a la estación espacial. Viajan por primera vez dos astronautas americanos de ascendencia Mexicana: José M. Hernández y John D. Olivas.                                             |
| 5 de abril de 2010       | STS-131  | La carga útil principal fue el Módulo logístico multipropósito (MPLM) Leonardo. La misión también adjuntó un tanque de amoniaco de repuesto para ensamblarlo fuera de la estación y devolver un experimento europeo que estuvo fuera del módulo Columbus.              |
| 24 de febrero de 2011    | STS-133  | La misión, cuyo lanzamiento fue a las 4:50 p. m. EST del 24 de febrero, llevaba el Módulo logístico multipropósito (MPLM) Leonardo y el ELC-4 a la EEI. Este fue su último vuelo, ya que no volvió a ser programado dentro del Programa de Transbordadores Espaciales. |

### Homenaje e insignias de misión
| Tributo de la NASA por el transbordador espacial Discovery | Tributo de la NASA por el transbordador espacial Discovery | Tributo de la NASA por el transbordador espacial Discovery | Tributo de la NASA por el transbordador espacial Discovery | Tributo de la NASA por el transbordador espacial Discovery | Tributo de la NASA por el transbordador espacial Discovery | Tributo de la NASA por el transbordador espacial Discovery | Tributo de la NASA por el transbordador espacial Discovery |
| Insignia de misión para vuelos de misión Discovery         | Insignia de misión para vuelos de misión Discovery         | Insignia de misión para vuelos de misión Discovery         | Insignia de misión para vuelos de misión Discovery         | Insignia de misión para vuelos de misión Discovery         | Insignia de misión para vuelos de misión Discovery         | Insignia de misión para vuelos de misión Discovery         | Insignia de misión para vuelos de misión Discovery         |
| ---------------------------------------------------------- | ---------------------------------------------------------- | ---------------------------------------------------------- | ---------------------------------------------------------- | ---------------------------------------------------------- | ---------------------------------------------------------- | ---------------------------------------------------------- | ---------------------------------------------------------- |
|                                                            |                                                            |                                                            |                                                            |                                                            |                                                            |                                                            |                                                            |
| STS-41-D                                                   | STS-51-A                                                   | STS-51-C                                                   | STS-51-D                                                   | STS-51-G                                                   | STS-51-I                                                   | STS-26                                                     | STS-29                                                     |
|                                                            |                                                            |                                                            |                                                            |                                                            |                                                            |                                                            |                                                            |
| STS-33                                                     | STS-31                                                     | STS-41                                                     | STS-39                                                     | STS-48                                                     | STS-42                                                     | STS-53                                                     | STS-56                                                     |
|                                                            |                                                            |                                                            |                                                            |                                                            |                                                            |                                                            |                                                            |
| STS-51                                                     | STS-60                                                     | STS-64                                                     | STS-63                                                     | STS-70                                                     | STS-82                                                     | STS-85                                                     | STS-91                                                     |
|                                                            |                                                            |                                                            |                                                            |                                                            |                                                            |                                                            |                                                            |
| STS-95                                                     | STS-96                                                     | STS-103                                                    | STS-92                                                     | STS-102                                                    | STS-105                                                    | STS-114                                                    | STS-121                                                    |
|                                                            |                                                            |                                                            |                                                            |                                                            |                                                            |                                                            |                                                            |
| STS-116                                                    | STS-120                                                    | STS-124                                                    | STS-119                                                    | STS-128                                                    | STS-131                                                    | STS-133                                                    |                                                            |

## Fin de la carrera espacial

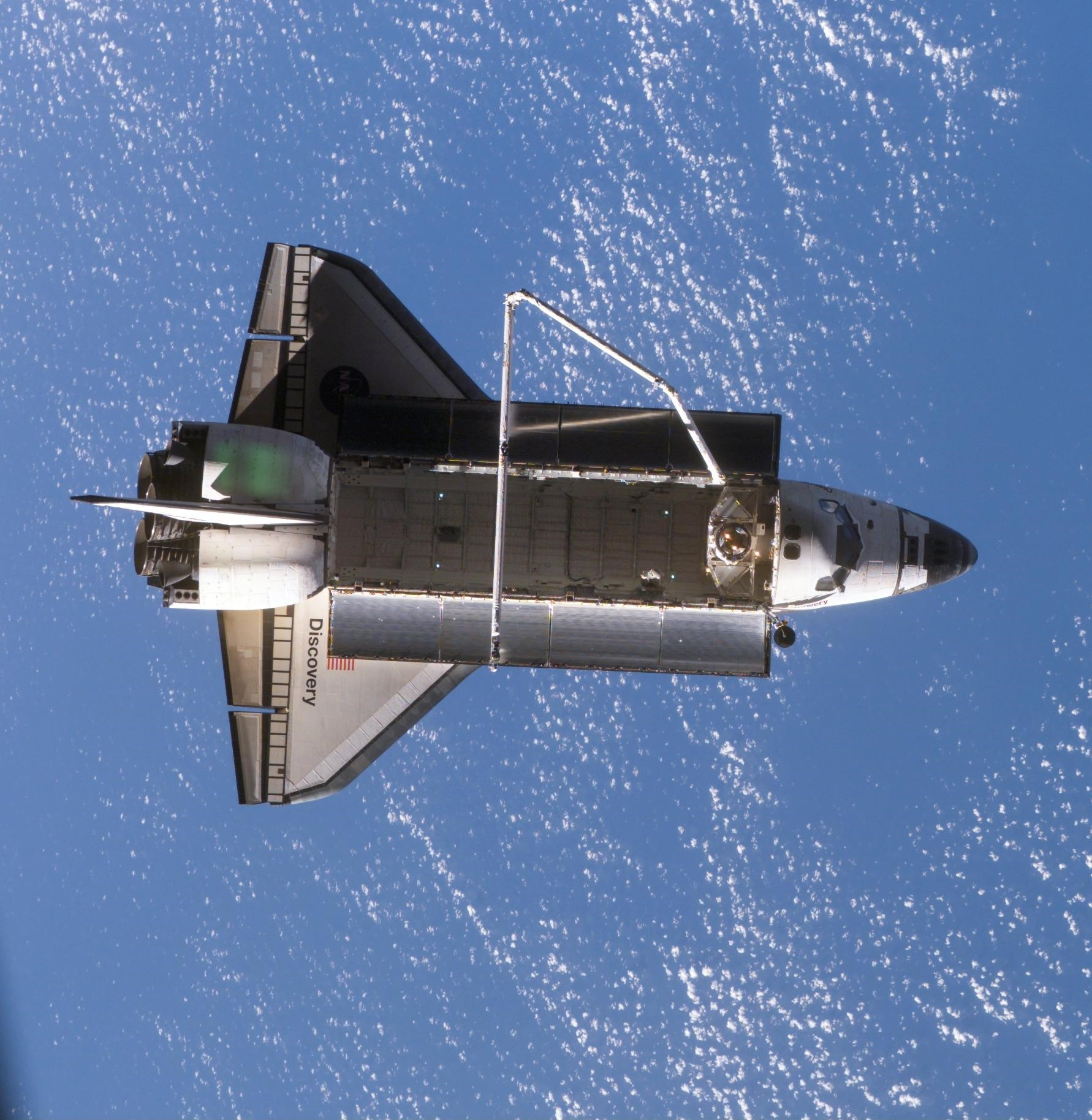
Con el fondo de una tierra azul y blanca, el transbordador espacial Discovery se ofrece en esta imagen fotografiada por un miembro de la tripulación de la expedición 16 después de que el transbordador se desacopló de la Estación Espacial Internacional. A principios de la misión STS-120 y de la Expedición 16 los tripulantes llegaron a la conclusión de 11 días de trabajo cooperativo a bordo del transbordador y la estación. El desacoplamiento de las dos naves se produjo a las (CST) el 5 de noviembre de 2007.

Al igual que los tres transbordadores restantes (el Endeavour, el Atlantis y éste), se encuentra fuera de servicio luego de la cancelación del uso de los transbordadores, en el año 2011. Su último vuelo fue la misión STS-133, del 24 de febrero al 9 de marzo de 2011, la cual resultó con éxito, destinada a instalar un nuevo módulo de almacenamiento y un robot humanoide. Este módulo, que quedó conectado permanentemente a la estación, ofrece un volumen adicional de almacenamiento a presión.
«Esta leyenda estuvo 365 días en el espacio», informaron desde el Centro de Control de la NASA en Houston (Texas, sur), y se agregó que, con sus 39 misiones, el Discovery recorrió casi 149 millones de millas (241 millones de kilómetros).
La nave se encuentra hoy en día en el Centro Steven F. Udvar-Hazy, un anexo del Museo Nacional del Aire y el Espacio del Instituto Smithsoniano en Washington D. C.